# Gouvernement Van Rompuy
Royaume de Belgique
Leterme I Leterme II
Le gouvernement Van Rompuy est le nom du gouvernement fédéral belge qui a prêté serment devant le roi le 30 décembre 2008 et dont la Chambre a voté finalement la confiance majorité contre opposition le 2 janvier 2009 ; la déclaration gouvernementale avait été lue par le Premier ministre le 31 décembre 2008 devant le Parlement.

## Historique du mandat
Il succède au gouvernement Leterme I dont la démission est acceptée par Albert II, le 22 décembre 2008 à la suite du Fortisgate.
La coalition ne change pas, par rapport au Gouvernement Leterme I mais quelques changements ministériels minimes sont à noter avec quatre nouveaux noms : 
- Herman Van Rompuy devient Premier Ministre, en remplacement d'Yves Leterme (démissionnaire) ;
- Stefaan De Clerck devient ministre de la Justice, en remplacement de Jo Vandeurzen (démissionnaire) ;
- Guido De Padt devient ministre de l’Intérieur, en remplacement de Patrick Dewael (devenu Président de la Chambre des Représentants) ;
- Steven Vanackere devient ministre de la Fonction Publique, en remplacement d'Inge Vervotte (démissionnaire par solidarité avec Yves Leterme et Jo Vandeurzen).

Après le départ de deux vice-premiers ministres, on note que Karel De Gucht le devient pour l'Open VLD et Steven Vanackere pour le CD&V.  
Les équilibres au sein du gouvernement entre les cinq formations sont conservés ; le rééquilibrage au bénéfice des libéraux (après la fin du cartel CD&V/N-VA, la famille libérale devient la première force politique du pays) se faisant par le transfert de la présidence de la Chambre du CD&V à Patrick Dewael de l’Open Vld.
Le CD&V ne détient plus dorénavant que 23 sièges, à égalité avec le MR qui en a aussi 23 et la majorité dans son ensemble retombe à 94 élus sur 150. 
Quant à la situation au sein du groupe linguistique flamand, les partis flamands de la majorité passent de 42 à 41 sièges sur 88.
Le gouvernement a subi un remaniement important, le 17 juillet 2009, à la suite du départ de Karel De Gucht au poste de commissaire européen et à la formation des différents gouvernements régionaux et communautaires, consécutifs aux élections du 7 juin 2009.  
À la suite du départ prévu de Herman Van Rompuy au poste de président du Conseil européen le 1er décembre 2009, ce gouvernement est remplacé par le gouvernement Leterme II.

## Composition
La composition du gouvernement Van Rompuy est la suivante :
| Fonction | Titulaire | Titulaire                | Titulaire                | Parti    |
| --- | --------- | ------------------------ | ------------------------ | -------- |
| Premier ministre (Chargé de la Coordination de la Politique de migration et d'asile)                                                            |           | Herman Van Rompuy        | Herman Van Rompuy        | CD&V     |
| Vice-Premier ministre Ministre des Finances et des Réformes institutionnelles                                                                   |           | Didier Reynders          | Didier Reynders          | MR       |
| Vice-Première ministre Ministre des Affaires sociales et de la Santé publique (Chargée de l'Intégration sociale)                                |           | Laurette Onkelinx        | Laurette Onkelinx        | PS       |
| Vice-Premier ministre Ministre de la Fonction publique, des Entreprises publiques et des Réformes institutionnelles                             |           | Steven Vanackere         | Steven Vanackere         | CD&V     |
| Vice-Première ministre Ministre de l’Emploi et de l’Égalité des chances (Chargée de la Politique de migration et d'asile)                       |           | Joëlle Milquet           | Joëlle Milquet           | CDH      |
| Vice-Premier ministre Ministre du Budget |           | Guy Vanhengel            | Guy Vanhengel            | Open VLD |
| Ministre des Affaires étrangères |           | Yves Leterme             | Yves Leterme             | CD&V     |
| Ministre des Pensions et des Grandes villes |           | Michel Daerden           | Michel Daerden           | PS       |
| Ministre de la Justice |           | Stefaan De Clerck        | Stefaan De Clerck        | CD&V     |
| Ministre des PME, des Indépendants, de l'Agriculture et de la Politique scientifique                                                            |           | Sabine Laruelle          | Sabine Laruelle          | MR       |
| Ministre de la Défense |           | Pieter De Crem           | Pieter De Crem           | CD&V     |
| Ministre du Climat et de l'Énergie |           | Paul Magnette            | Paul Magnette            | PS       |
| Ministre de la Coopération au développement |           | Charles Michel           | Charles Michel           | MR       |
| Ministre pour l’Entreprise et la Simplification                                                                                                 |           | Vincent Van Quickenborne | Vincent Van Quickenborne | Open VLD |
| Ministre de l'Intérieur |           | Annemie Turtelboom       | Annemie Turtelboom       | Open VLD |
| Secrétaire d’État à la Mobilité |           | Etienne Schouppe         | Etienne Schouppe         | CD&V     |
| Secrétaire d'État à la Coordination de la lutte contre la fraude                                                                                |           | Carl Devlies             | Carl Devlies             | CD&V     |
| Secrétaire d’État à la Modernisation du service public fédéral Finances, à la Fiscalité environnementale et à la Lutte contre la fraude fiscale |           | Bernard Clerfayt         | Bernard Clerfayt         | FDF      |
| Secrétaire d’État aux Affaires européennes |           | Olivier Chastel          | Olivier Chastel          | MR       |
| Secrétaire d’État au Budget, à la Politique de migration et d'asile et à la Politique des familles                                              |           | Melchior Wathelet        | Melchior Wathelet        | CDH      |
| Secrétaire d’État aux Affaires sociales (Chargé des Personnes handicapées)                                                                      |           | Jean-Marc Delizée        | Jean-Marc Delizée        | PS       |
| Secrétaire d'État à l'Intégration sociale et à la Lutte contre la pauvreté                                                                      |           | Philippe Courard         | Philippe Courard         | PS       |
| Commissaire du gouvernement, adjoint au ministre du Budget                                                                                      |           | Guido De Padt            | Guido De Padt            | Open VLD |

## Ont quitté le Gouvernement Van Rompuy
(par ordre alphabétique)
- Marie Arena (PS), ministre de l'Intégration sociale, des Pensions et des Grandes villes du 30 décembre 2008 au 17 juillet 2009, est devenue députée fédérale.
- Karel De Gucht (Open VLD), vice-premier ministre, ministre des Affaires étrangères du 30 décembre 2008 au 15 juillet 2009, est devenu commissaire européen chargé du Développement et de l'Aide humanitaire.
- Julie Fernandez Fernandez (PS), secrétaire d'État aux personnes handicapées du 30 décembre 2008 au 17 juillet 2009, est devenue parlementaire wallonne.

## Ont changé de compétences en cours de législature
(par ordre alphabétique)
- Olivier Chastel, initialement secrétaire d'État à la Préparation de la Présidence belge de l'Union européenne, puis, à partir du 17 juillet 2009, secrétaire d’État aux affaires européennes.
- Bernard Clerfayt, initialement secrétaire d'État aux finances, puis, à partir du 17 juillet 2009, secrétaire d’État à la Modernisation du service public fédéral Finances, à la Fiscalité environnementale et à la Lutte contre la fraude fiscale.
- Jean-Marc Delizée, initialement secrétaire d'État à la Lutte contre la pauvreté, puis, à partir du 17 juillet 2009, secrétaire d’État aux Affaires sociales, chargé des Personnes handicapées.
- Guido De Padt, initialement ministre de l'Intérieur, puis, à partir du 17 juillet 2009, Commissaire du gouvernement, adjoint au ministre du Budget.
- Joëlle Milquet, a pris en charge la Politique de migration et d'asile, le 17 juillet 2009.
- Laurette Onkelinx, a pris en charge l'Intégration sociale, le 17 juillet 2009.
- Annemie Turtelboom, initialement ministre de la Politique de migration et d'asile, puis, à partir du 17 juillet 2009, ministre de l'Intérieur.
- Vincent Van Quickenborne, initialement ministre de l'Économie, de l'Innovation et de la Simplification administrative, puis, à partir du 17 juillet 2009, ministre pour l'Entreprise et la Simplification.
- Herman Van Rompuy, a pris en charge la Coordination de la Politique de migration et d'asile, le 17 juillet 2009.
- Melchior Wathelet, a pris la charge de secrétaire d'État à la Politique de migration et d'asile, le 17 juillet 2009.

## Chronologie et moments forts
- Le 25 novembre 2009, Herman Van Rompuy a présenté la démission collective de son gouvernement à la suite de la désignation par le Roi Albert II d'Yves Leterme au poste de Premier Ministre.
- Le 19 novembre 2009, Van Rompuy est élu à la présidence du conseil européen (Union européenne), ce qui indique donc son départ avant le 1er janvier.
- Le 17 juillet 2009, les nouveaux membres du gouvernement prêtent serment devant le Roi.
- Le 14 juillet 2009, Karel De Gucht remplace Louis Michel (élu parlementaire européen) comme commissaire européen et Yves Leterme le remplace au ministère des affaires étrangères.
- Le 30 janvier, discours de Herman Van Rompuy au Forum de Davos : « Le gouvernement fédéral souhaite faire de la Belgique le pays invité de l'édition 2010 du Forum économique mondial (WEF) de Davos ». « Nous devons d'urgence améliorer l'image de notre pays à l'étranger, où elle a été détériorée », a affirmé le chef du gouvernement.
La Belgique fédérale a longtemps été absente, mais le déplacement que H. Van Rompuy visait à renouer avec une tradition ancienne, mais interrompue.
- Le 24 janvier, Herman Van Rompuy et le premier ministre de la République démocratique du Congo Adolphe Muzito sont convenus de normaliser les relations entre les deux pays. La déclaration stipule que cela a été convenu "dans l'intérêt bien compris de leurs pays, conscients des causes qui ont été à la base des problèmes survenus ces derniers mois dans leurs relations, désireux de créer un climat qui permette de préserver le caractère traditionnellement privilégié des liens historiques qui unissent leurs pays".
- Le 21 janvier, Herman Van Rompuy reçoit une demande d'intervention de la KBC et informe Didier Reynders par téléphone vers 13 heures 30. Conformément à la décision qui avait été prise le matin même en Comité ministériel restreint à la demande "d'une collègue", ils convoquent le "Comité de pilotage", les experts chargés d'accompagner le gouvernement dans la crise banque, pour lui transmettre la demande pour analyse et avis.
- Le 20 janvier, Herman Van Rompuy a envoyé une lettre au nouveau président américain Barack Obama afin de le féliciter. Cette lettre a été publiée dans un communiqué du cabinet de Herman an Rompuy: « Au nom du gouvernement belge et de la population, je vous félicite de tout cœur pour votre nomination en tant que 44e président des États-Unis ».
- Le 16 janvier, le Conseil des ministres a pris plusieurs décisions destinées à exécuter le Plan de relance, arrêté le 11 décembre par le gouvernement Leterme. (1) garantir le pouvoir d'achat des personnes particulièrement touchées par la crise actuelle (2) mesures de création de cellules pour l'emploi en cas de restructuration (3) remboursement à l'employeur de frais d'outplacement (4) une série de mesures visent la simplification des plans d'embauche.
- Le 8 janvier, la Chambre a adopté majorité contre opposition le budget 2009. Elle a également adopté une série d'autres textes dont celui qui crée un observatoire des prix. Par ailleurs, elle a accordé l'urgence à l'unanimité à la proposition de loi créant une Commission Fortis, à la suite du Fortisgate.
- Le 6 janvier 2009, Michel Legrand, le président du Gerfa, s'exprime à propos de la confirmation par H. Van Rompuy la veille de désigner monsieur D’Hondt à la présidence du comité de direction pour le SPF Chancellerie du Premier ministre: "Depuis la réforme Copernic, la présidence de la Chancellerie doit être attribuée par sélection, effectuée par le Selor. À cet égard, on se souvient d’ailleurs que la précédente sélection ayant donné lieu à la nomination de M. Hans D'Hondt avait été attaquée au Conseil d’État, qui l’avait suspendue début novembre dernier. Mais l’épisode "recours nomination" est caduc : la démission du gouvernement a entraîné la fin des effets de cette nomination" ;
- Le 6 janvier 2009, le gouvernement a décidé de couvrir, en cas de faillite de la banque Kaupthing les clients belges à hauteur de 100 000 euros. La Belgique privilégie la piste d'une reprise de la banque. Le kern du jour a aussi dressé la liste des dossiers à traiter d'urgence : le plan de relance de l'économie belge, avec un coup de pouce pour le secteur de la construction ; le budget de l'État, dont le déficit se creuse ;  l'accueil éventuel en Belgique de blessés palestiniens.
- Le 3 janvier 2009, De Morgen informe que le nouveau Premier ministre Herman Van Rompuy garderait en grande partie les collaborateurs du cabinet Leterme. 
 Parmi ceux qui resteraient, figure le chef de cabinet et responsable de la chancellerie de l'ancien Premier ministre Leterme, Hans D'Hondt, considéré comme le "cerveau" du Fortisgate.
- Le 2 janvier 2009, la Chambre a voté la confiance au nouveau gouvernement, majorité contre opposition, par 88 voix contre 45.
- Le 31 décembre 2008, déclaration gouvernementale[2] par le Premier ministre devant le Parlement.
- Le 30 décembre 2008, prestation de serment des membres du nouveau gouvernement Van Rompuy devant le roi.
- Le 28 décembre 2008, Herman van Rompuy est nommé formateur par le Roi.